# Pectotoma hoppingi
Pectotoma hoppingi es una especie de coleóptero de la familia Scraptiidae.

## Distribución geográfica
Habita en Colombia y Estados Unidos.